# The Luzhin Defence
The Luzhin Defence is een Brits-Franse dramafilm uit 2000 onder regie van Marleen Gorris. Het scenario is gebaseerd op de roman De verdediging (1930) van de Russisch-Amerikaanse auteur Vladimir Nabokov.

## Verhaal
In 1929 wil de wereldvreemde grootmeester Aleksandr Loezjin in Italië de schaakpartij van zijn leven spelen. Hij maakt kennis met de knappe Natalja. Ze is voorbestemd om te trouwen met een edelman, maar ze valt voor de verlegen Aleksandr. Hun relatie botst op erg veel weerstand, maar Aleksandr komt erdoor uit zijn isolement.

## Rolverdeling
| Acteur               | Personage               |
| -------------------- | ----------------------- |
| John Turturro        | Aleksandr Loezjin       |
| Emily Watson         | Natalja Katkov          |
| Geraldine James      | Vera                    |
| Stuart Wilson        | Leo Valentinov          |
| Christopher Thompson | Jean de Stassard        |
| Fabio Sartor         | Dr. Salvatore Turati    |
| Peter Blythe         | Ilja                    |
| Orla Brady           | Tante Anna              |
| Mark Tandy           | Vader van Loezjin       |
| Kelly Hunter         | Moeder van Loezjin      |
| Alexander Hunting    | Jonge Aleksandr Loezjin |
| Alfredo Pea          | Ambtenaar               |
| Fabio Pasquini       | Ambtenaar               |
| Luigi Petrucci       | Santucci                |
| Carl Greco           | Hotelhouder             |